# It Couldn't Happen Here
It Couldn't Happen Here è un film musicale del 1988 dei Pet Shop Boys e basato sulla loro musica. Originariamente venne concepito come "un'ora di musica tratta dal loro album Actually", ma venne successivamente strutturato come un vero e proprio film dal regista Jack Bond. Oltre ai Pet Shop Boys stessi, fra gli attori compaiono Barbara Windsor, Joss Ackland, Neil Dickson e Gareth Hunt.

## Produzione
L'idea di fare un film prese vita in virtù del fatto che i Pet Shop Boys raramente si esibivano in apparizioni dal vivo ed erano molto restii nell'intraprendere un tour: basti pensare che il loro primo tour partì nel 1989. Con il film, il duo sperava di quantomeno "calmare" i fan che volevano vederli dal vivo.
Quando il film venne proiettato per la prima volta a Londra, una folta folla di fan si precipitò per vedere il film...anche sapendo che i Pet Shop Boys stessi sarebbero stati presenti alla prima.
Il titolo originario del film doveva essere A Hard Day's Shopping, in riferimento al film dei Beatles A Hard Day's Night (la parola "Shopping" è in riferimento alla omonima canzone dei Pet Shop Boys, contenuta nell'album Actually).
La scena con King's Cross come brano in sottofondo, girata prima dell'incendio alla Stazione di London King's Cross del 1987, è stata inclusa nel film per volontà dei familiari delle vittime (il duo voleva toglierla per rispetto).

## Riprese
Il film fu girato in sole tre settimane durante l'autunno del 1987 a Clacton e Londra.

## Attori e personaggi interpretati
- Neil Tennant e Chris Lowe - loro stessi
- Joss Ackland - il prete e il passeggero dell'auto
- Neil Dickson - il venditore d'auto, il pilota e lo chauffeur della limousine
- Gareth Hunt - lo zio Dredge, il proprietario del chiosco e il ventriloquo
- Barbara Windsor - la madre di Neil, la proprietaria della pensione, la cameriera del filmino

## La colonna sonora
Il film ha una colonna sonora composta interamente da diverse canzoni dei Pet Shop Boys, suonate quasi sempre come sottofondo alle vicende o cantate dai diversi attori.
Il tema portante è indubbiamente l'omonima It Couldn't Happen Here, brano incluso nell'album Actually, scritto e composto dai Pet Shop Boys assieme al maestro italiano Ennio Morricone.
La seguente lista riporta l'ordine cronologico delle canzoni che appaiono nel film:
- "It couldn't happen here" (dall'album Actually)
- "Opportunities (Let's Make Lots of Money)" (dall'album Please)
- "Hit music" (dall'album Actually)
- "It's a Sin" (dall'album Actually)
- "What Have I Done to Deserve This?" (dall'album Actually)
- "Rent" (dall'album Actually)
- "West End Girls" (dall'album Please)
- "Always on My Mind" (originariamente era un brano bonus dell'edizione speciale di Actually; successivamente venne inclusa nell'album Introspective)
- "Two Divided by Zero" (dall'album Please)
- "King's Cross" (dall'album Actually)
- "One more chance" (dall'album Actually)
- "I Want to Wake Up" (dall'album Actually)

Nonostante i brani del film sono inclusi negli album Please e Actually, inizialmente si voleva realizzare un album promozionale intitolato come il film. Il progetto non andò in porto, ma poco dopo l'uscita del film vennero prodotte 200 audiocassette promozionali solo nel Regno Unito.

### MC: Parlophone / TC-PSB1 (UK)
1. "It couldn't happen here" (5:17)
2. "Suburbia" (5:07)
3. "It's a sin" (Extended version) (7:39)
4. "West End girls" (4:41)
5. "Always on my mind" (3:59)
6. "Rent" (5:09)
7. "Two divided by zero" (3:32)
8. "What have I done to deserve this?" (Extended version) (4:17)
9. "King's Cross" (5:11)
10. "One more chance" (5:28)
11. "I want to wake up" (5:09)

## Correlazioni
Il videoclip per il singolo Always on My Mind è composto di frammenti diversi del film.

## Giudizi sul film
Il film fu molto povero come critiche positive, venendo così quasi del tutto ignorato. Ciò nonostante il film vinse il premio di "miglior film" al WorldFest Film Festival di Houston del 1988.
Neil Tennant in seguito ebbe a confessare che, durante le riprese, si era reso conto "che non sapeva recitare".

## Riconoscimenti
- 1988 - WorldFest film festival

## Pubblicazione su videocassetta e DVD
It Couldn't Happen Here venne pubblicato in videocassetta ma non furono stampate molte copie. Diversi anni dopo, con l'avvento del DVD, i Pet Shop Boys dichiararono di voler realizzare il film in DVD, progetto che verrà poi ultimato nel 2020, venendo pubblicato sia in DVD sia in Blu Ray, rimasterizzato a partire da una versione 4K dal BFI e disponibile anche in Italia acquistandolo dal Regno Unito